# 충남연합방송
충남연합방송(CCB)는 충청남도 논산시에 본사가 있고, 충청남도 전역을 중심으로 했던 케이블 SO였다.
2006년 비판을 받아 그 뒤인 CMB 충청방송이 대신했다.